# پایگاه هوایی باسا
پایگاه هوایی باسا (به انگلیسی: Basa Air Base) یک فرودگاه نظامی است که یک باند فرود بتن دارد و طول باند آن ۳۱۶۷ متر است. این فرودگاه در کشور فیلیپین قرار دارد و در ارتفاع ۱۱ متری از سطح دریا واقع شده‌است.

## نگارخانه

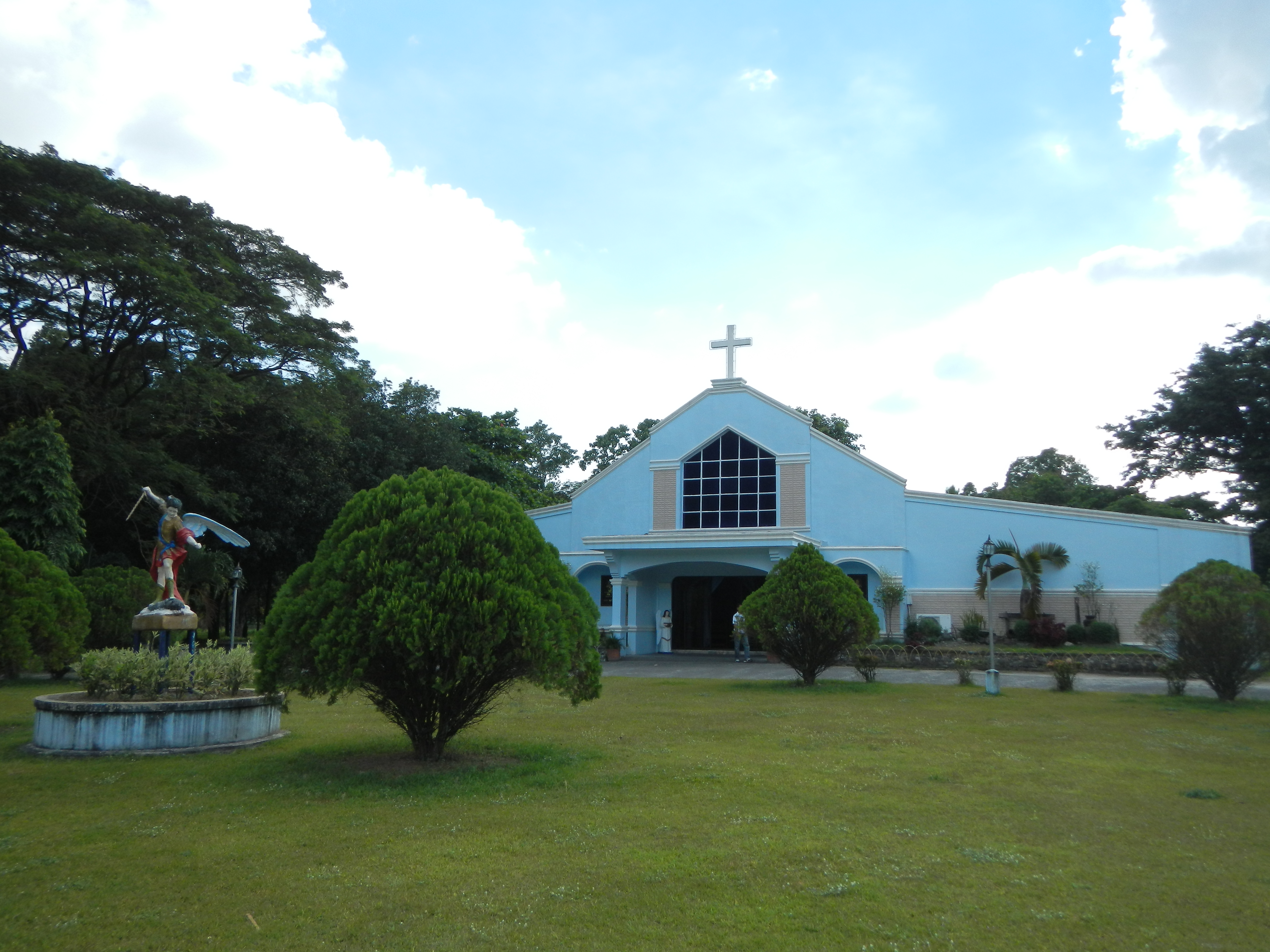
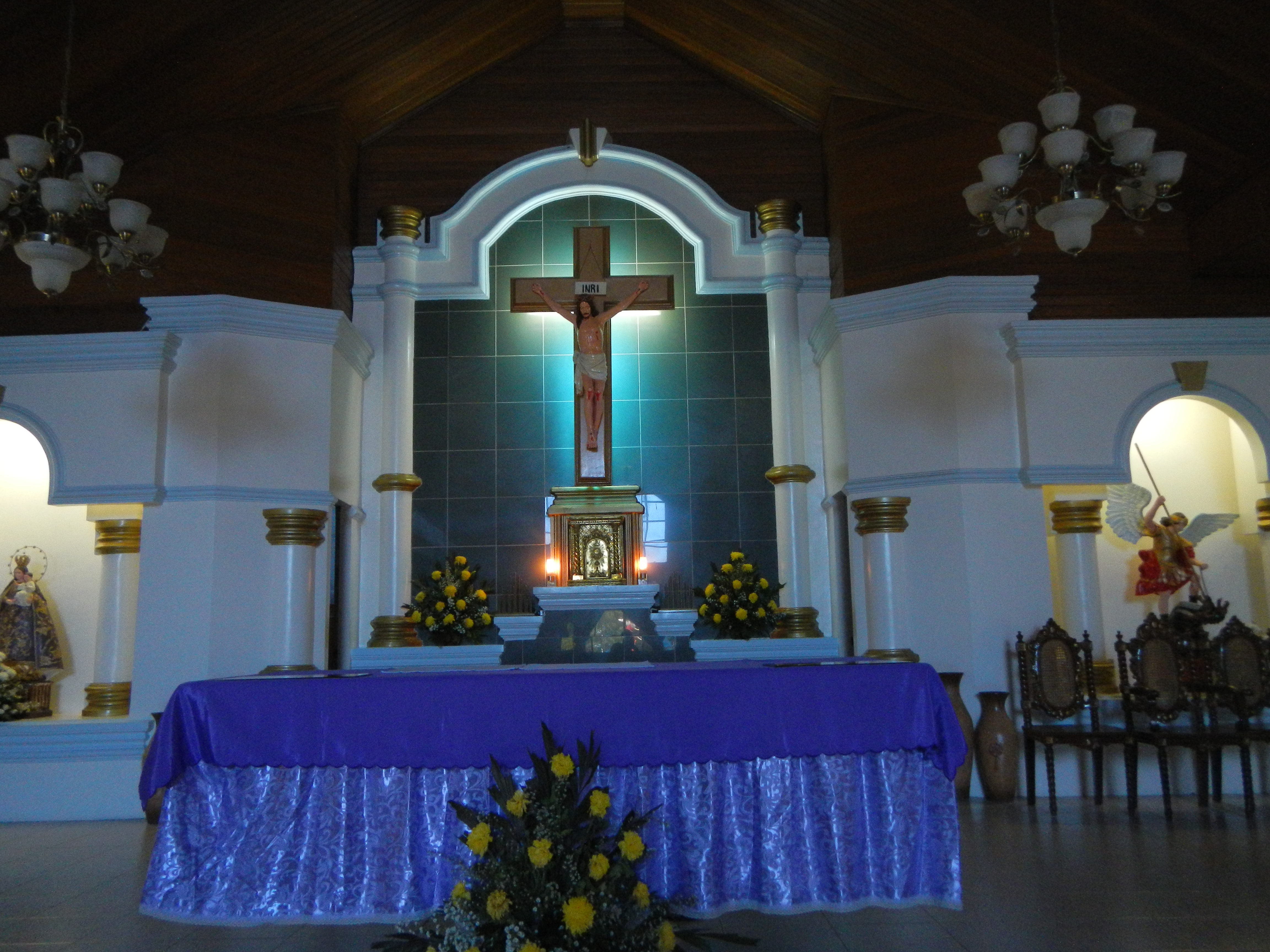
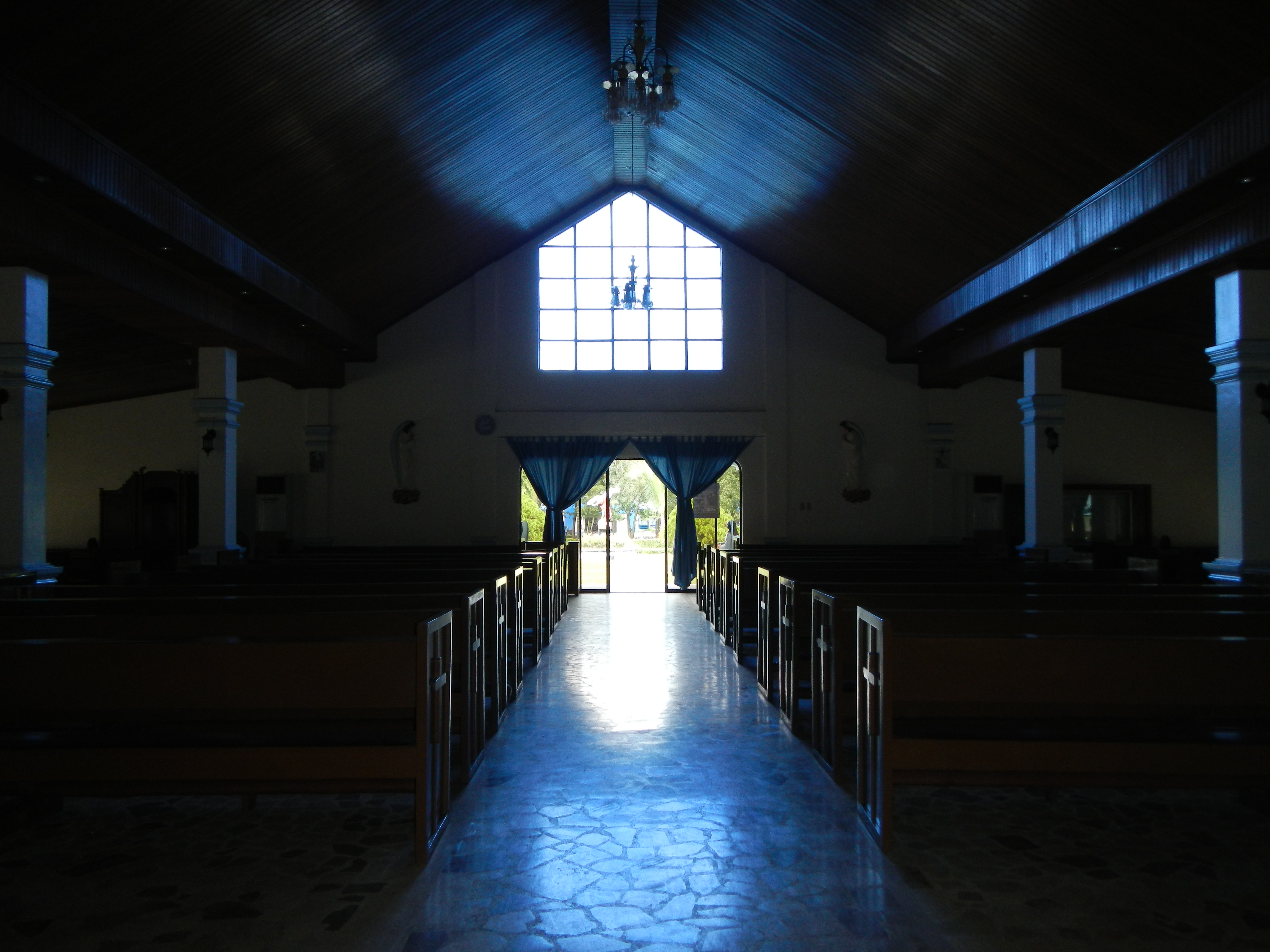
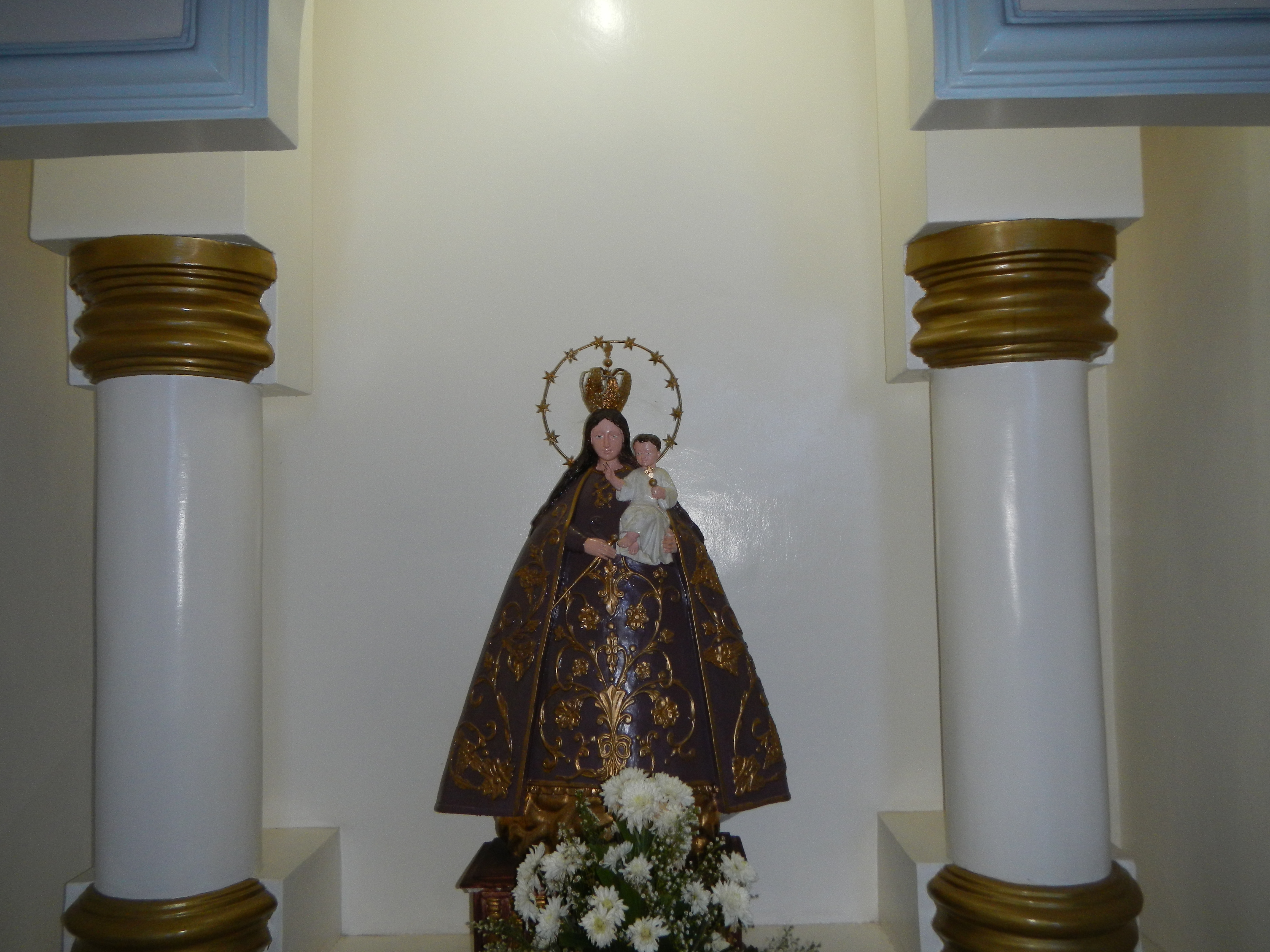
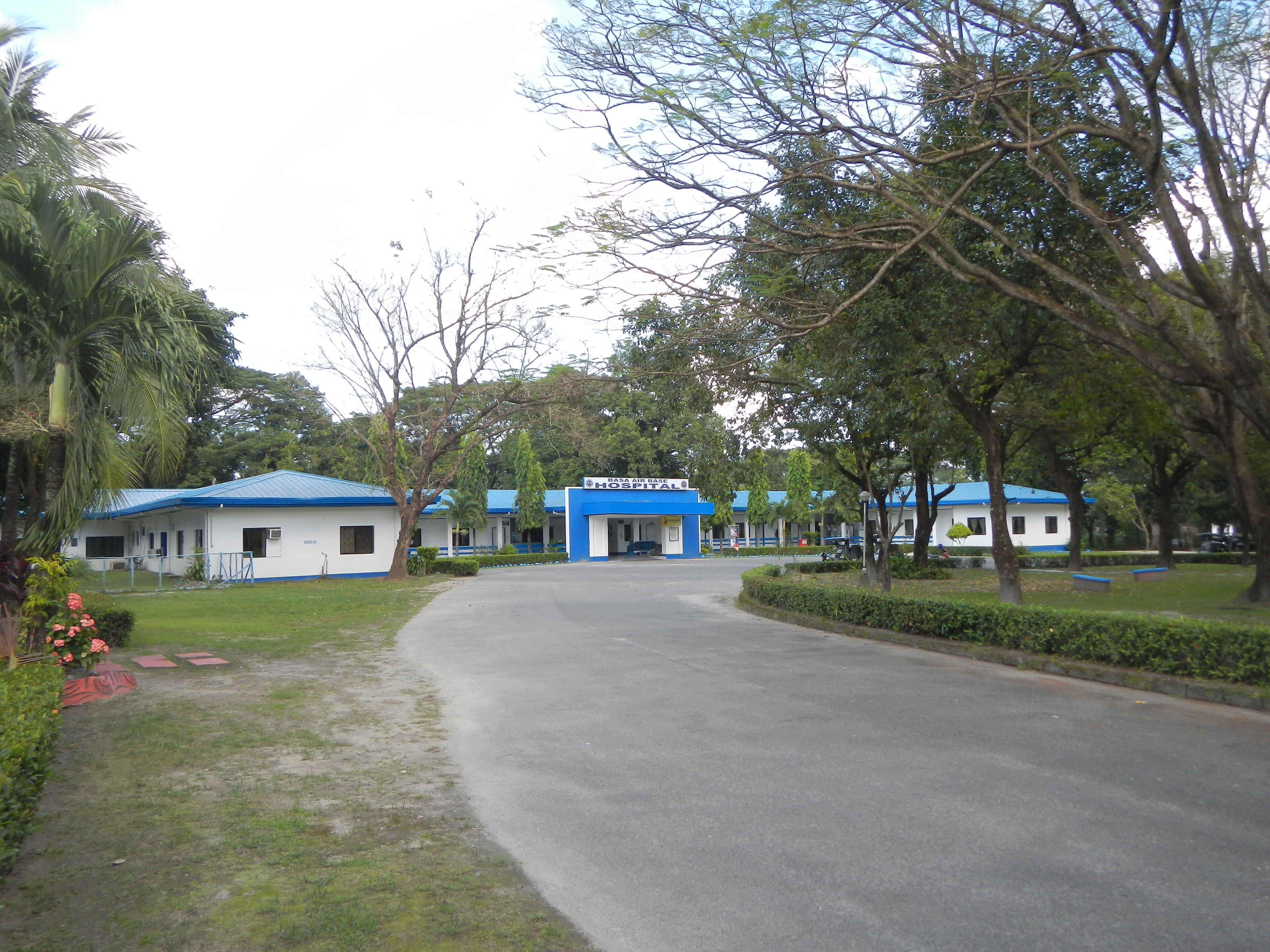